# Omar Aliane
Omar Aliane (en arabe : عمر عليان), dit Ammi Kaddour, est un boxeur algérien né en 1941 à Khelil et mort le 19 avril 2020 à Boufarik.

## Carrière
Omar Aliane obtient la médaille d'argent dans la catégorie des poids lourds aux Jeux africains de 1965 à Brazzaville, perdant par KO lors de la troisième manche de la finale contre l'Égyptien Talaat El Dahsan.
La presse algérienne rapporte également qu'il est médaillé d'or aux Jeux de l'Amitié de Dakar en 1963, ; cette victoire algérienne n'est néanmoins pas recensée par la littérature.